# Lambert Měškovič
Lambert Měškovič (980 až 986 – po 992) byl syn Měška I. a jeho druhé ženy Ody z Haldenslebenu.

## Život
Společně se svým bratrem Měškem ho zmíninoval dokument Dagome iudex, napsaný roku 991. Po smrti Měška I. utekl společně s bratrem a matkou z Polska před svým nevlastním bratrem Boleslavem Chrabrým. Jeho další osud není známý. 
Buď Měšek, či Lambert anebo jejich další bratr Svatopluk Měškovič se oženil a stal se otcem Dětřicha Piasta, případně Siemomysla Pomořanského.